# Steve Hewitt
Steve Hewitt (pe numele întreg Steven James Hewitt) este un muzician britanic, cunoscut cel mai bine pentru activitatea sa ca baterist în trupa de rock alternativ Placebo.

## Cariera
Hewitt a luat contact cu muzica de foarte tânăr, cântând în diverse trupe, precum The Electric Crayons (unde a fost coleg cu Tom Burgess de la The Charlatans, care era și el originar din Manchester) sau The Mystic Deckchairs. La vârsta de șaptesprezece ani, el s-a alăturat formației Breed (cu care avea să scoată și un album, intitulat Wonderful Blade), și i-a însoțit în turneul pe care aceștia l-au efectuat prin Germania. A făcut parte într-o perioadă și din trupa The Boo Radleys (cu care a scos de asemenea un album, Ichabod and I).
Hewitt a cunoscut însă adevărata consacrare muzicală în calitate de component al trupei Placebo. Pe solistul Brian Molko l-a întâlnit în 1994, prin prietena sa de atunci, și ulterior, au început să cânte împreună prin baruri. La unul dintre aceste concerte, Hewitt avea să îl cunoască și pe fostul coleg de școală al lui Molko, Stefan Olsdal. În scurt timp după aceea, cei trei aveau să formeze o trupă, cunoscută ulterior sub numele de Placebo. Hewitt a ajutat la înregistrarea primelor demo-uri ale formației, însă în cele din urmă a ales să facă parte din Breed, care însă s-a destrămat ulterior din cauza unui concert la Bull at the Gate. Ulterior, fostul solist al trupei, Simon Breed, avea să colaboreze cu Placebo pe albumul Sleeping With Ghosts, asigurând partea de armonică la piesa „Protect Me From What I Want”.
Ca să se poată întreține, atât pe el, cât și pe prietena sa, însărcinată la acea vreme, Hewitt a muncit o perioadă ca șofer. Norocul i-a surâs la sfârșitul anului 1996, atunci când s-a reîntâlnit la un concert cu Molko și Olsdal, care i-au cerut să revină în trupă.
În 1998, Steve Hewitt a devenit tatăl unei fete pe nume Emily. În același an, el a apărut în Velvet Goldmine, un film care descrie perioada glam a anilor '70. În acest film, Steve joacă rolul lui Billy, toboșarul trupei ficționale The Flaming Creatures. Într-una din scene, el apare alături de Brian Molko (Malcolm) și de Xavior Roide interpretând piesa „20th Century Boy”, un cover după trupa T.Rex.
Alături de Placebo, Hewitt a scos patru albume de studio, o colecție de single-uri, un DVD și un EP. La sfârșitul anului 2007, avea să părăsească trupa, invocând „neînțelegeri de ordin personal și muzical”, și fiind înlocuit în vara lui 2008 de Steve Forrest.
Pe 2 octombrie 2009, Hewitt a anunțat pe pagina sa de Facebook terminarea înregistrărilor pentru albumul de debut al noii sale trupe.

## Colaborări
- Breed – Wonderful Blade
  - „Wonderful Blade”
  - „Violent Sentimental”
  - „Sea of Wine”
  - „Feverish”
  - „Splinter”
  - „Perfect Hangover”
  - „Pendulum”
  - „Hard Cash”

- The Boo Radleys – Ichabod and I
  - „Eleanor Everything”
  - „Bodenheim JR”
  - „Catweazle”
  - „Sweet Salad Birth”
  - „Hip Clown Rag”
  - „Walking 5th Carnival”
  - „Kaleidoscope”
  - „Happens to Us All”